# マンデーミュージックステーション
マンデーミュージックステーションは、文化放送が1997年4月 - 1997年10月4日の月曜19:00 - 21:40(JST、*以下略)（ライオンズナイター枠）に放送していた歌謡曲（後にJ-POPを含む）・ポップスなどの音楽チャート番組である（番組後半には近藤真彦のレギュラー番組（モータースポーツ関連番組）も放送されていた）。

## 主な番組構成
- 19:00 マンデーミュージックステーション オープニング

（全国ポピュラーベストテンのコーナーに入る。途中交通情報が2回挿入されていた）
- 19:58 スポットニュース
- 20:00 全国歌謡ベストテンのコーナー
- 20:50 録音番組のコーナー
- 21:20 太田英明アナウンサーのフリートークやメッセージ紹介のコーナー
- 21:35 エンディング
  - なお、月曜に西武ライオンズ戦の野球中継を放送する場合は休止となっていた（なお、当時の西武球場は屋外だったため雨天等による中止も多かった）。

| 文化放送 ナイター枠月曜19:00-21:40 | 文化放送 ナイター枠月曜19:00-21:40 | 文化放送 ナイター枠月曜19:00-21:40                                                  |
| 前番組                             | 番組名                             | 次番組                                                                              |
| ---------------------------------- | ---------------------------------- | ----------------------------------------------------------------------------------- |
| 太田英明のミュージックジャングル   | マンデーミュージックステーション   | 19:00 超機動放送アニゲマスター （日曜18:30-20:30より移動） 21:00 東京ライブミックス |